# Kokerei Schwelgern

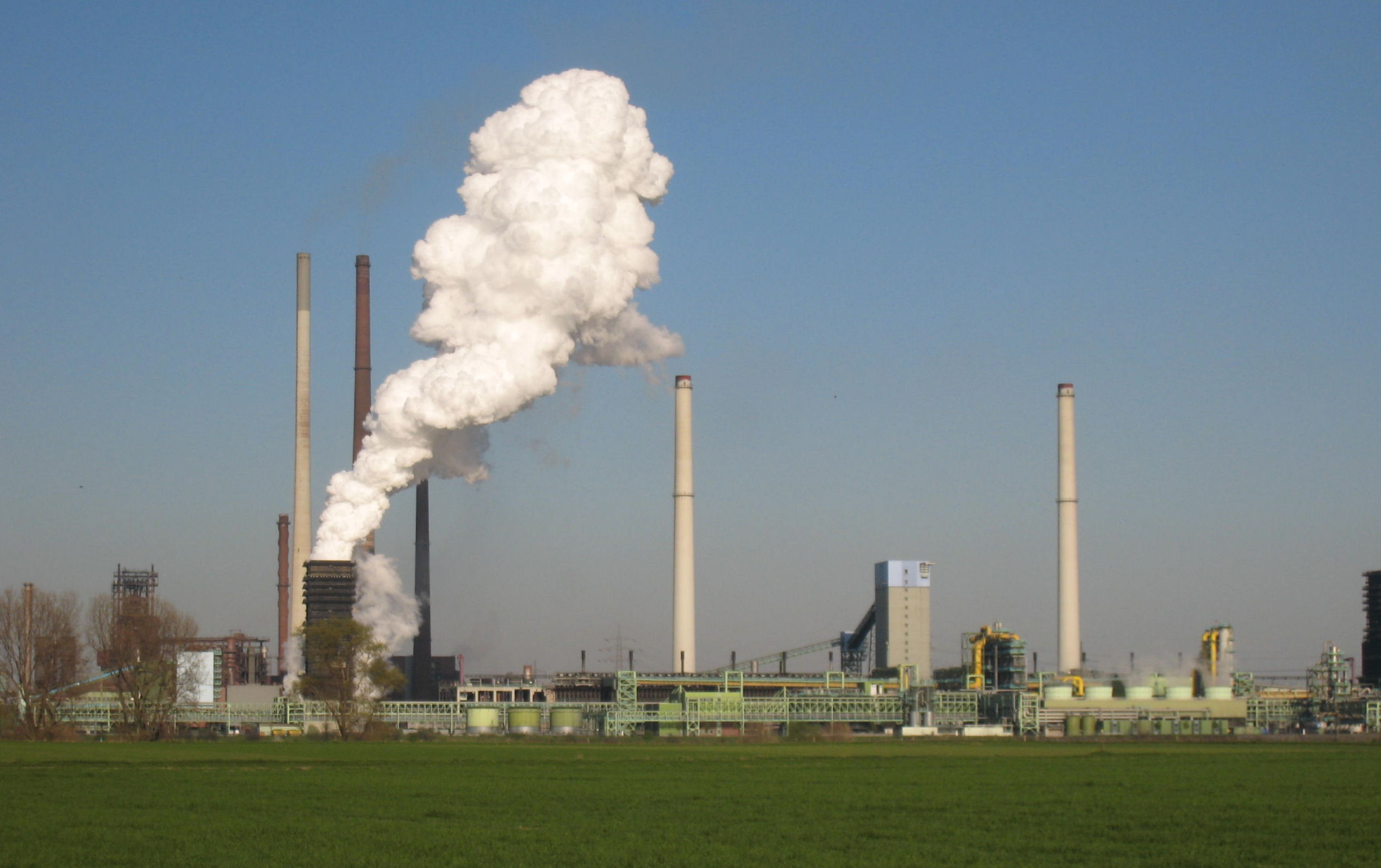
Kokerei Schwelgern

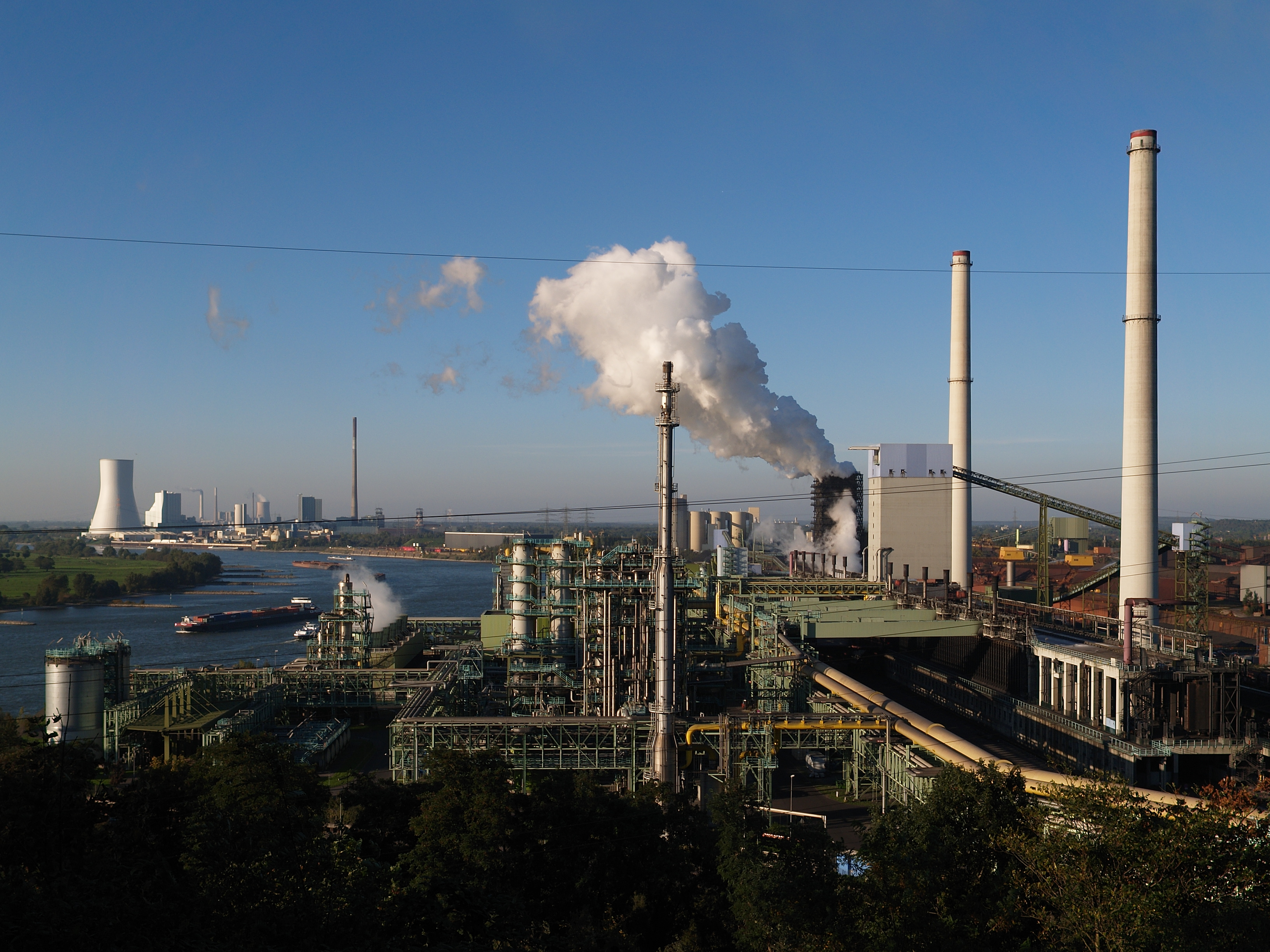
Blick vom Alsumer Berg auf die Kokerei

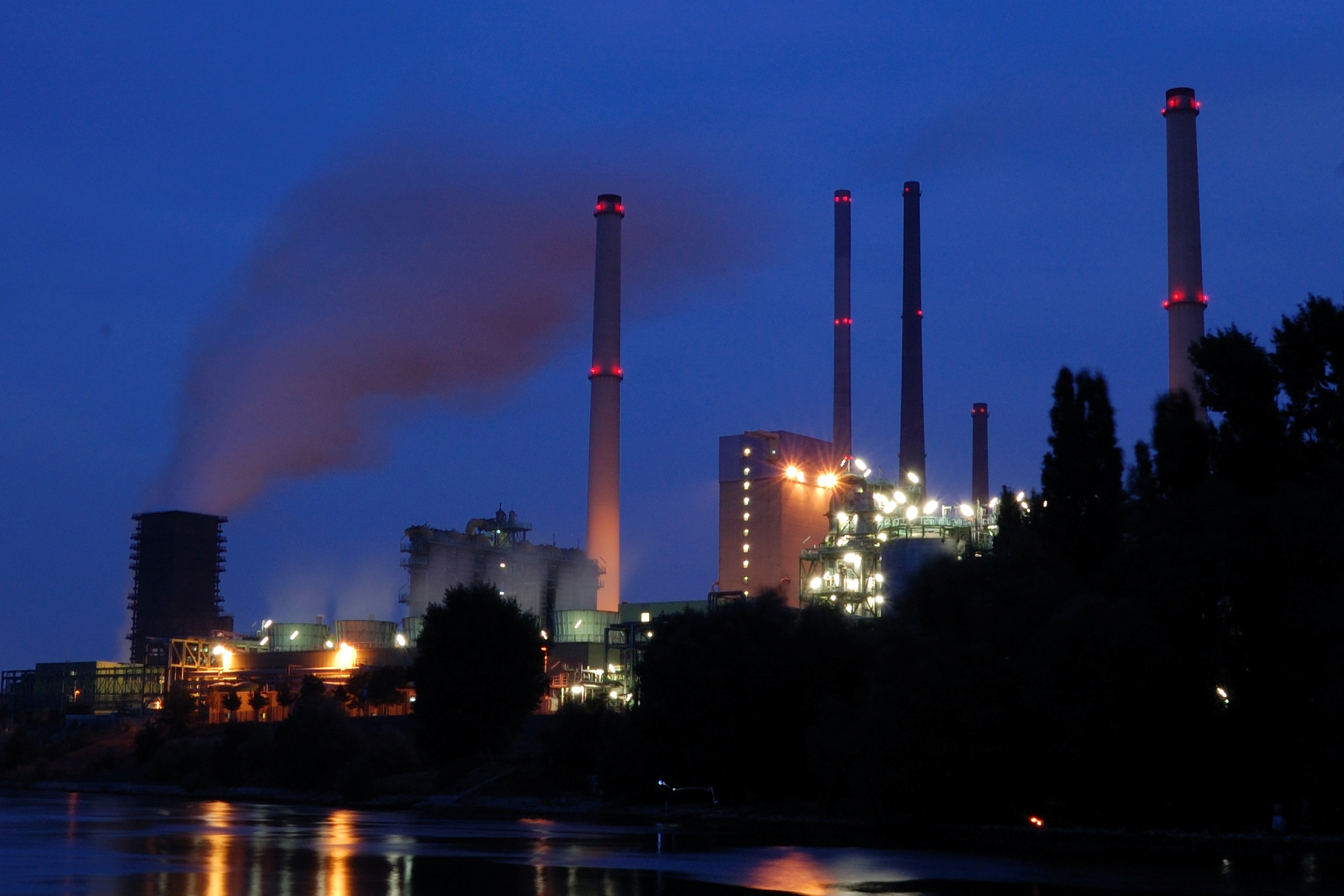
Kokerei Schwelgern bei Nacht.

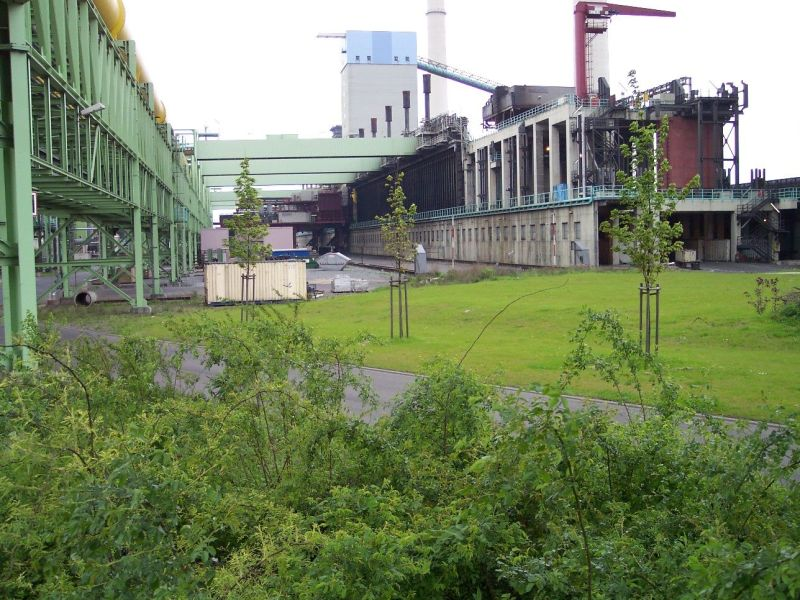
Kokerei Schwelgern

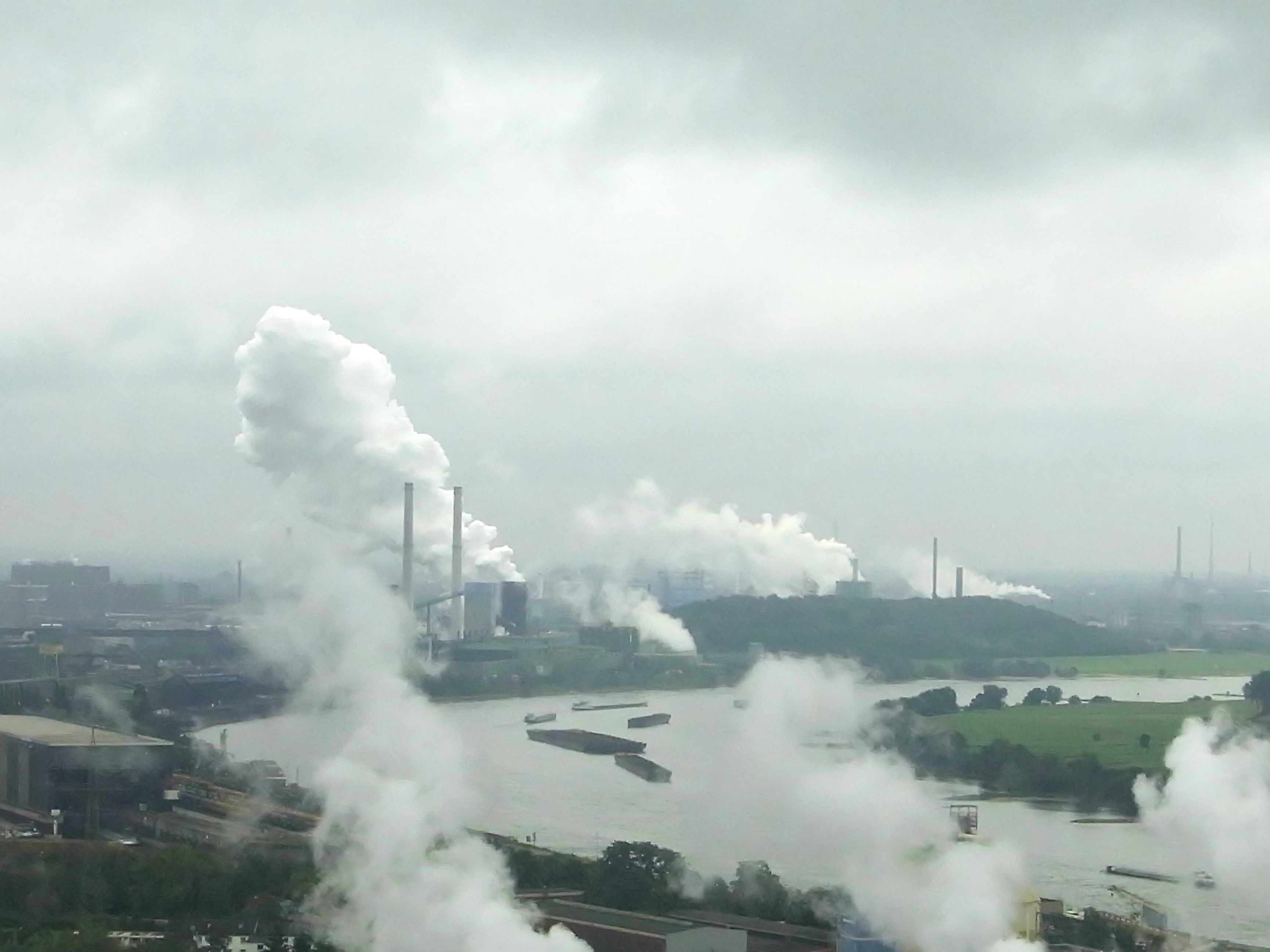
Blick vom Kraftwerk Walsum auf die Kokerei

Die Kokerei Schwelgern in Duisburg ist eine der größten Kokereien der Welt.
Bauherr und Eigentümer war die Carbonaria Beteiligungsgesellschaft mbH & Co., an der wiederum die Commerz Real Asset Verwaltungsgesellschaft mbH und die Hannover Leasing GmbH & Co. KG beteiligt war. Mit Wirkung per 26. August 2019 wurde die Kokerei an die ThyssenKrupp Steel Europe AG veräußert. Der Betrieb erfolgt unter der zu ThyssenKrupp gehörenden Betriebsführungsgesellschaft KBS Kokereibetriebsgesellschaft Schwelgern GmbH, die 309 Mitarbeiter der bisherigen Kokerei August Thyssen (Betriebsdirektor Klaus Hofherr) beschäftigt. Hauptabnehmer des hier produzierten Kokses ist das benachbarte ThyssenKrupp-Stahlwerk Schwelgern. Seit Mai 2020 ist die KBS mit ThyssenKrupp verschmolzen. Somit ist ThyssenKrupp seither Besitzer und Betreiber der Kokerei Schwelgern.

## Chronologie
- 1998 Genehmigung zum Baubeginn einer Kokerei mit Kokstrockenkühlung.
- 1999 Sicherstellung der Gesamtfinanzierung.
- März 2000 Baubeginn auf einer Landzunge zwischen dem Rhein und dem TKS-Werkshafen Schwelgern in Duisburg.
- 11. April 2000 Antrag auf Bau einer Koksnass- statt Kokstrockenlöschanlage (Baukostensenkung um ca. 100 Mio. €).
- 28. Februar 2002 Genehmigung zur Errichtung und Betrieb einer Kokerei mit Koksnasslöschung auf dem Gelände im Hafen Schwelgern.
- 26. März 2002 Mitglieder der Bürgerinitiative gegen Umweltgifte DU-Nord e. V. legen Widerspruch bei der Bezirksregierung Düsseldorf gegen die Änderungsgenehmigung ein.
- 12. März 2003 Probedrücken mit Startschwierigkeiten.
- 13. März 2003 offizieller Betriebsstart der ersten Ofenbatterie, nachdem das Verwaltungsgericht Düsseldorf einen Eilantrag gegen die Inbetriebnahme abgelehnt hat.
- 16. April 2003 Stilllegung des „Vorgängers“ Kokerei August Thyssen.
- 22. Mai 2020 Verschmelzung der Kokereibetriebsgesellschaft Schwelgern GmbH (KBS) mit ThyssenKrupp Steel Europe (TKSE).

## Kenndaten
Die Kokerei Schwelgern wurde innerhalb von ca. drei Jahren Bauzeit errichtet und die Gesamtbaukosten betrugen dabei etwa 800 Mio. Euro. Die Finanzierung erfolgte durch mehrere Banken, darunter die Commerzbank, Helaba, WestLB, BayernLB und KfW. Die Anlage besteht aus zwei Batterien mit jeweils 70 Koksöfen, die vom Hersteller ThyssenKrupp EnCoke produziert wurden. Die Koksofenbedienungsmaschinen wurden von der Schalker Eisenhütte hergestellt. Jährlich werden etwa 3,8 Millionen Tonnen Kohle benötigt, die in einem zentralen Bunkerturm mit einer Höhe von 70 Metern und einer Kapazität von 3.000 Tonnen Rohkohle gelagert wird. Die Koksofenanlage verfügt über die derzeit größten Koksöfen der Welt, mit einer Höhe von 8,32 Metern, einer Breite von ca. 0,59 Metern und einer Länge von 20,8 Metern. Das Nutzvolumen pro Ofen beträgt 93 Kubikmeter und die Kammerfüllung beträgt ca. 79 Tonnen (bei 10 % Nässe). Die Koksgarzeit beträgt etwa 25 Stunden und pro Ofen werden ca. 55 Tonnen Koks produziert. Es gibt 135 Drückvorgänge pro Tag. Die jährliche Koksproduktion beträgt etwa 2,5 Millionen Tonnen, womit etwa 70 % des Koksbedarfs von ThyssenKrupp Steel (TKS) gedeckt werden. Das gereinigte Koksgas wird mit einer Menge von ca. 155.000 Kubikmetern pro Stunde produziert. Zur Kokslöschung gibt es zwei Löschtürme mit den Maßen 16 m × 16 m × 70 m sowie zwei Schornsteine mit jeweils 155 Metern Höhe.

### Schwarze Seite
Die schwarze Seite der Kokerei verfügt über eine Kohlezufuhr mit zwei Kohlehalden, die entweder durch Schiffs- oder Waggonentladung befüllt werden können. Zur Sicherheit und Brandbekämpfung sind zwei Nasskühlanlagen mit je einem Löschturm vorhanden. Zusätzlich gibt es zwei Löschwasserkläranlagen, um das Abwasser zu reinigen. Zur Weiterverarbeitung der Kohle gibt es zwei Koksrampen, um den entstehenden Koks abzuladen. Der Kokstransport erfolgt dann zur Koksklassierung, wo eine Sieberei den Koks nach Größe sortiert. Anschließend wird der Koks über eine Verladerampe verladen und transportiert.

### Weiße Seite
In der Kokerei finden verschiedene Schritte zur Weiterverarbeitung von Kohle statt. Dabei wird auch der Teer von der Kohle getrennt. Hierfür stehen eine Teerscheidung und ein Gasvorkühler zur Verfügung. Zur weiteren Reinigung des Gases gibt es einen Elektroteerfilter sowie einen Gassauger. Um das Abwasser zu behandeln, gibt es einen Kohlewasserfilter sowie einen Gaswäscher und eine Waschwasserdestillation. Zur Schwefelgewinnung steht eine Claus-Anlage zur Verfügung. Auch die Gewinnung von BTX ist möglich. Für den Transport und die Lagerung der Rohstoffe gibt es eine Tank- und Verladeeinrichtung für Rohteer, Rohbenzol und Flüssigschwefel sowie eine Tank- und Entladeeinrichtung für Waschöl und Natronlauge. Zur Kühlung der Anlage und für die Belüftung steht eine Kühlanlage und ein Beatmungssystem zur Verfügung.

### Kokslöschung
Die Koksnasskühlung erfolgt im neu entwickelten „CSQ-Verfahren“ (Coke Stabilizing Quenching), das die Staubbelastung unter den Genehmigungswert für Koksnasskühlung von 50 mg/t Koks senken soll. Der abgekühlte Koks wird über Förderbänder zur Kokssieberei transportiert. In der Kokssieberei wird der Koks nach Größe sortiert und weiter über Bänder oder Waggons zu den Hochöfen TKS-Schwelgern gebracht.
Mit einem neu entwickelten komplexen Verfahren entsteht aus gewaschenem Koksofengas durch Zugabe von Kohlenstoffdioxid Ammoniumhydrogencarbonat, das dann als Ausgangsstoff für die Herstellung von Stickstoffdünger und Schäumungsmittel für Kunststoffe und poröse Keramiken dient. Dieses Verfahren wird 2016 in einer neuen Pilotanlage getestet.

## Besonderheit
Im Gegensatz zu alten Industriebauten wurde diese Kokerei nach einem Farbkonzept des Farbphilosophen Friedrich-Ernst von Garnier gestaltet. Es herrschen helle Grüntöne mit Akzenten von Blau und Gelb. Diese Farben haben den Industriekoloss optisch in die Flusslandschaft eingebunden.

## Emissionen
Die Schadstoffemissionen aller großen Industriebetriebe und Kraftwerke sind im Europäischen Schadstoffemissionsregister (via deutschem Portal Thru.de) veröffentlicht.
Emissionen unterhalb der berichtspflichtigen Mengenschwelle sind in der Tabelle mit „<“ neben dem Grenzwert aufgeführt.
| Jahr | Produzierte Koksmenge | Kohle-verbrauch      | Kohlendioxid (CO2) | Stickoxide (NOx/NO2) | Kohlenstoff-monoxid (CO) | Schwefeloxide (SOx/SO2) | Gesamter organischer Kohlenstoff (TOC) -Abwasser- | Phenole (als Gesamt-C) -Abwasser- | Stickstoff (N) -Abwasser- | Feinstaub  | Distickoxid (N2O) | Anorganische Fluor-verbindungen als HF | Fluoride (als Gesamt-F) -Abwasser- | Benzol (C6H6) | Cyanide (als Gesamt-CN) -Abwasser- | Blei (Pb) | Chrom (Cr) | Nickel (Ni) | PAK -Abwasser- | Arsen (As) | Queck-silber (Hg) | Cadmium (Cd) -Abwasser- |
| ---- | --------------------- | -------------------- | ------------------ | -------------------- | ------------------------ | ----------------------- | ------------------------------------------------- | --------------------------------- | ------------------------- | ---------- | ----------------- | -------------------------------------- | ---------------------------------- | ------------- | ---------------------------------- | --------- | ---------- | ----------- | -------------- | ---------- | ----------------- | ----------------------- |
| 2011 | ca. 2.500.000 Tonnen  | ca. 3.800.000 Tonnen | 1.830.000 Tonnen   | 1.410 Tonnen         | 575 Tonnen               | 521 Tonnen              | 435 Tonnen                                        | 256 Tonnen                        | 91 Tonnen                 | <50 Tonnen | <10.000 kg        | <5.000 kg                              | <2.000 kg                          | 2.060 kg      | 664 kg                             | <200 kg   | <100 kg    | <50 kg      | 38,7 kg        | <20 kg     | <10 kg            | 6,70 kg                 |